# Gromada (1949–1952)
Gromada – polskie czasopismo adresowane do mieszkańców wsi, organ Komitetu Centralnego Polskiej Zjednoczonej Partii Robotniczej wydawany w latach 1949–1952.
Czasopismo ukazywało się nieregularnie, towarzyszył mu dodatek „Wiadomości Ciekawe i Pożyteczne”. Wydawano kilka mutacji: D (Dolny Śląsk), K (Kielce), L (Lublin), P (Poznań), R (Rzeszów), W (województwo warszawskie). Redakcja mieściła się w Warszawie, redaktorem naczelnym była Maria Kamińska.
Pierwszy numer ukazał się 6 marca 1949, ostatni 28 maja 1952. Od 1 czerwca 1952 „Gromada” została połączona z ukazującą się trzy razy w tygodniu gazetą „Rolnik Polski” (wydawaną od 1947 przez Spółdzielnię Wydawniczą „Czytelnik” jako organ Związku Samopomocy Chłopskiej), tworząc czasopismo „Gromada – Rolnik Polski” wydawane przez RSW „Prasa”.